# جيم بارنز (كرة سلة)
جيم بارنز (بالإنجليزية: Jim Barnes)‏ مواليد 13 أبريل 1941 في توكيرمان - الوفاة 14 سبتمبر 2002، كان لاعب كرة سلة أمريكي ويحمل الرقم 22, 41, 23, 14, 28, 12. يبلغ طوله 6 قدم 8 بوصة (2.0 م).

## فرق لعب لها
- نيويورك نيكس
- واشنطن ويزاردز
- لوس أنجلوس ليكرز
- شيكاغو بولز
- بوسطن سيلتكس

## الميداليات
| الميدالية | المسابقة                       |
| --------- | ------------------------------ |
| ذهبية     | الألعاب الأولمبية الصيفية 1964 |

## روابط خارجية
- جيم بارنز على موقع الاتحاد الدولي لكرة السلة (الإنجليزية)
- جيم بارنز على موقع إن بي أي (الإنجليزية)
- جيم بارنز على موقع سبورتس رفرنس (الإنجليزية)
- جيم بارنز على موقع كلية كرة السلة في سبورتس رفرنس.كوم (الإنجليزية)
- جيم بارنز على موقع ريلجم (الإنجليزية)
- جيم بارنز على موقع بروبوليرز (الإنجليزية)
- جيم بارنز على موقع سبورتس رفرنس (الإنجليزية)
- جيم بارنز على موقع أوليمبيديا (الإنجليزية)